# Josse Boutmy
Josse Boutmy (Gand, 1º febbraio 1697 – Bruxelles, 27 novembre 1779) è stato un compositore, organista e clavicembalista belga.

## Biografia
Boutmy è nato a Gand. È nato in una famiglia di musicisti; suo nonno, padre, fratello e figli erano tutti musicisti, chiamati anche la dinastia Boutmy.
Lavorò con Anselm Franz, 2º principe di Thurn und Taxis (1736) e presso la cappella reale di Bruxelles (1744-1777). Boutmy sposò una donna di nome Katrina della Vestfalia.
Sebbene Boutmy fosse un organista di corte e famoso ai suoi tempi, all'età di ottant'anni si ridusse a fare appelli di beneficenza e presentò una petizione alla corte per la pensione. Morì a Bruxelles, senza percepire una pensione, lasciando la moglie e dodici figli, che chiesero anch'essi alla corte un'elemosina.

## Composizioni
Boutmy ha composto tre raccolte di brani per clavicembalo:
- Primo libro (1738)
- Secondo libro (1738)
- Terzo libro, dedicato al governatore Carlo di Lorena (1749 ca.)

Il suo stile incorpora molteplici influenze europee: francese (Rameau, Duphly), italiano (Domenico Scarlatti), tedesco (Carl Philipp Emanuel Bach) e i suoi libri per clavicembalo mescolano brani di danza appartenenti alla forma di suite, pezzi di carattere ed elementi di sonata, come ha fatto un altro Bruxelles musicista dello stesso periodo, Joseph-Hector Fiocco.
Il clavicembalista argentino Mario Raskin ha scoperto il primo libro perduto dei brani per clavicembalo di Boutmy nella collezione di un amico. Successivamente lo registrò per l'etichetta Follia Madrigal.
Suite in Re, Op.2/3
| Tipo di Composizione | Strumento    | Numero D'opera   | Tonalità  |
| -------------------- | ------------ | ---------------- | --------- |
| Suite                | Clavicembalo | Op.2/3 I Allegro | Re Minore |